# 386
386（三百八十六、さんびゃくはちじゅうろく）は自然数、また整数において、385の次で387の前の数である。

## 性質
- 386は合成数であり、約数は 1, 2, 193, 386 である。
  - 約数の和は582。
  - 素数を除いて σ(n) − n が平方数になる26番目の数である。1つ前は363、次は407。ただしσは約数関数。(オンライン整数列大辞典の数列 A048699)
- 121番目の半素数である。1つ前は382、次は391。
- 3862 + 1 = 148997 であり、n2 + 1 の形で素数を生む56番目の数である。1つ前は384、次は396。
- 各位の和が17になる13番目の数である。1つ前は377、次は395。
- 386 = 52 + 192
  - 異なる2つの平方数の和で表せる115番目の数である。1つ前は377、次は388。(オンライン整数列大辞典の数列 A004431)
- 386 = 32 + 42 + 192 = 32 + 112 + 162 = 42 + 92 + 172 = 72 + 92 + 162 = 112 + 112 + 122
  - 3つの平方数の和5通りで表せる10番目の数である。1つ前は381、次は389。(オンライン整数列大辞典の数列 A025325)
  - 386 = 32 + 42 + 192 = 32 + 112 + 162 = 42 + 92 + 172 = 72 + 92 + 162
    - 異なる3つの平方数の和4通りで表せる20番目の数である。1つ前は378、次は390。(オンライン整数列大辞典の数列 A025342)
- 386 = 23 + 23 + 33 + 73
  - 4つの正の数の立方数の和で表せる92番目の数である。1つ前は383、次は395。(オンライン整数列大辞典の数列 A003327)
- 386 = 73 + 72 − 7 + 1
  - n = 7 のときの n3 + n2 − n + 1 の値とみたとき1つ前は247、次は569。(オンライン整数列大辞典の数列 A100109)
- 円周上に異なる11個の点をとってそれぞれを結んだとき386個の領域に分けることができる。1つ前の10点は256、次の12点は562。(オンライン整数列大辞典の数列 A000127)
  - この数は n = 11 のときの n4 − 6n3 + 23n2 − 18n + 24/24 の値である。

## その他 386 に関連すること
- 国際電話番号の386は、スロベニア。
- 386は、インテルのプロセッサ、Intel 80386の通称。
  - 386BSDは、Intel 80386で動作するオペレーティングシステム。
  - IBM 386SLCは、インテルがIBMにライセンスしたIntel 80386の派生品。
- LM386は、ナショナル セミコンダクターの低電圧駆動アンプIC。
- スカパー!のCh386は、JLC386プラス。
- 第三世代の時点で発見されたポケモンの数。
- 386世代は、大韓民国の若手政治家ならびに世代。1990年代に30代（3）、1980年代（8）に大学生で学生運動に参加、1960年代（6）生まれであることから。
- バグレイ(USS Bagley, DD-386)は、アメリカ海軍の駆逐艦。
- サヴェージ(USS Savage, DE-386)は、アメリカ海軍の護衛駆逐艦。
- パイロットフィッシュ (USS Pilotfish, SS-386) は、アメリカ海軍の潜水艦。